# Discoclymenia
Discoclymenia HYATT è un genere di molluschi cefalopodi estinti appartenente alle ammoniti (sottoclasse Ammonoidea). Questo genere fa parte delle goniatiti, ammonoidi primitivi diffusi nell'era paleozoica, ed è documentato nel Devoniano Superiore (Famenniano). È una forma segnalata in Europa e Africa settentrionale, fino all'Asia centrale.

## Descrizione
Conchiglia con avvolgimento planispirale, involuta, di forma discoidale, con ombelico molto stretto (puntiforme). 

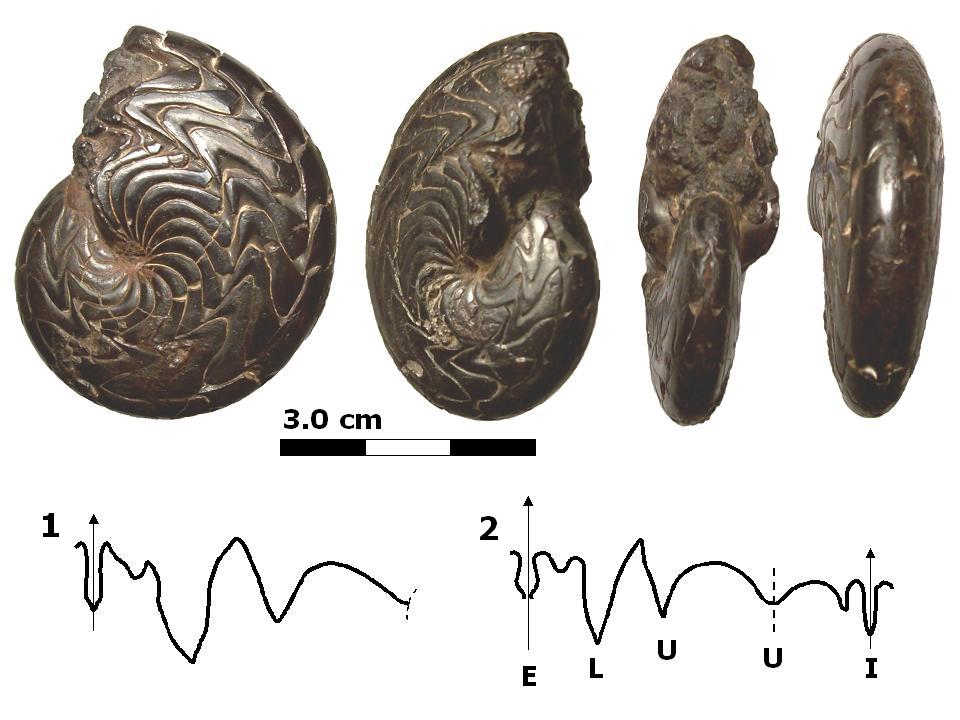
Discoclymenia cucullata (BUCH, 1839). Dal tardo Devoniano (Famenniano) del Marocco (Atlante)). L'esemplare è un modello interno (piritizzato) di fragmocono. Ben visibili le suture dei setti. Dimensioni: diametro massimo = 4.8 cm; larghezza massima del giro = 1.6 cm; altezza massima del giro = 2.8 cm. Riportato il pattern suturale visibile dell'esemplare (1) e un esempio tipico di sutura completa (2). Le frecce indicano la direzione dell'apertura della conchiglia. E = lobo esterno (ventrale); L = lobo laterale; U = lobi ombelicali; I = lobo interno (dorsale).

Giro decisamente compresso. Ornamentazione assente. Ventre arrotondato e privo di solchi o carene. La sezione dei giri nell'adulto è da sub-ovale a sub-triangolare, con fianchi tendenzialmente dritti e convergenti verso il ventre (l'angolo di convergenza è diagnostico a livello specifico). Sutura goniatitica complessa, con lobi e selle angolosi; sei lobi principali di forma appuntita; lobo esterno semplice, non suddiviso da una sella; lobo laterale molto sviluppato; sella laterale articolata, con un lobo secondario; prima sella ombelicale marcatamente angolosa; seconda sella ombelicale molto sviluppata, che sul lato esterno dà luogo ad una tipica e ben riconoscibile configurazione a “vortice”. Le dimensioni (diametro massimo) sono da centimetriche a decimetriche.

## Distribuzione
Forma diffusa nei depositi di mare epicontinentale. Segnalata in Europa (Germania, Inghilterra, Polonia), Russia, Kazakistan, e in Africa settentrionale (Algeria e Marocco). Il genere comprende almeno quattro specie valide.

## Habitat
Forma di profondità moderata, entro i limiti della piattaforma continentale. la morfologia compressa e il profilo idrodinamico sembrano indicare un nuotatore piuttosto veloce, con stile di vita nectonico, in contrasto con la forma globosa della maggior parte delle goniatiti contemporanee.